# Bageshwar (district)
Bageshwar is een district van de Indiase staat Uttarakhand. Het district telt 249.453 inwoners (2001) en heeft een oppervlakte van 2310 km².
Almora · Bageshwar · Chamoli · Champawat · Dehradun · Haridwar · Nainital · Pauri Garhwal · Pithoragarh · Rudraprayag · Tehri Garhwal · Udham Singh Nagar · Uttarkashi